# 結·分@謊情式
《結．分@謊情式》（英語：Til Love Do Us Lie）是香港電視廣播有限公司拍攝製作的時裝處境喜劇，全劇共139集，由張兆輝、商天娥及滕麗名領銜主演，並由陳奐仁、林夏薇、袁偉豪、謝雪心及胡楓聯合演出。由關永忠擔任監製。

## 故事大綱
一向自命非凡的簡亦寶（商天娥飾）因外傭突然辭職，由女強人變回全職主婦，丈夫孫家安（張兆輝飾）適逢公司進行裁員改革，自己突成家中唯一經濟支柱頓感壓力，中年危機一觸即發；另方面，大癲大肺的姨仔簡亦丹（滕麗名飾）因失戀失控在異地與新加坡華人吳樂仁（陳奐仁飾）玩結婚，新郎空降香港，兩地文化大碰撞，引致孫家上下從此永無寧日，笑料天天層出不窮......

## 演員表

### 孫家
| 演員           | 角色   | 暱稱／關係 |
| 胡 楓          | 孫鳳奇 | 奇哥 退休警察、領犬員 李佳芳之夫 孫家安、孫寧安之父 簡亦寶之老爺 林思怡、孫洋之祖父 季美麗之表妹夫 |
| 謝雪心         | 李佳芳 | 窮街坊（季美麗專用） 家庭主婦 孫鳳奇之妻 孫家安、孫寧安之母 簡亦寶之奶奶 林思怡、孫洋之祖母 季美麗之表妹 與羅少紅不和 針對林菁華                                                                                  |
| 張兆輝         | 孫家安 | Eric、老闆（簡亦寶專用）、大佬安、Uncle Eric 傲形健康產品公司營業部經理 孫鳳奇、李佳芳之子 孫寧安之兄 簡亦寶之夫 林菁華之前男友 曾與林菁華發生關係 林思怡、孫洋之父 於大結局升職為營業部副總經理，並加薪水        |
| 商天娥         | 簡亦寶 | BoBo、寶姨、寶寶姐(商雙專用)、老闆娘（孫家安專用） 家庭主婦 前飛揚航空培訓部經理 孫家安之妻 孫洋之母 羅少紅之長女 簡亦丹、簡亦權之姊 孫鳳奇、李佳芳之媳婦 商雙的好友 林菁華之情敵 林思怡之契媽 於第92集再度懷孕   |
| 朱梓翹（童年） | 孫寧安 | June 於第18集起成為Warehouse樓上咖啡店店東 孫鳳奇、李佳芳之女 孫家安之妹 林思怡、孫洋之姑姐 高青雲之契妹，後為女友，最後結婚 曾與方立文拍拖，後於第47集分手 程逸風之追求對象，後女友，後分手 於大結局與高青雲結婚 |
| 林夏薇         | 孫寧安 | June 於第18集起成為Warehouse樓上咖啡店店東 孫鳳奇、李佳芳之女 孫家安之妹 林思怡、孫洋之姑姐 高青雲之契妹，後為女友，最後結婚 曾與方立文拍拖，後於第47集分手 程逸風之追求對象，後女友，後分手 於大結局與高青雲結婚 |
| 潘曉彤         | 林思怡 | Zoe 又名孫思怡 美國交流生 孫家安、林菁華之女 孫洋同父異母之姊 後亦成為簡亦寶的乾女兒 簡亦權之追求對象，後死心 後成為江志成之女友 於第40集登場                                                                     |
| 黃得生         | 孫 洋  | Ocean、洋仔 中學生 孫家安、簡亦寶之子 林思怡同父異母之弟 簡亦丹之姨甥 簡亦權之外甥 曾對林思怡有好感 |

### 簡家
| 演員           | 角色   | 暱稱／關係 |
| 雪 妮          | 羅少紅 | 家庭主婦 簡亦寶、簡亦丹、簡亦權之母 曾針對吳樂仁後和好 與李佳芳不和 |
| 冼迪琦（童年） | 簡亦寶 | BoBo、老闆娘 羅少紅之長女 簡亦丹、簡亦權之姊 參見孫家 |
| 商天娥         | 簡亦寶 | BoBo、老闆娘 羅少紅之長女 簡亦丹、簡亦權之姊 參見孫家 |
| 黃獻曉（童年） | 簡亦丹 | Mable、簡丹、丹丹 保險高級經理，參見康民保險集團 羅少紅之次女 簡亦寶之妹 簡亦權之二姊 吳樂仁之妻 陳世紀之未婚妻，於第10集分手 針對林菁華                                                                |
| 滕麗名         | 簡亦丹 | Mable、簡丹、丹丹 保險高級經理，參見康民保險集團 羅少紅之次女 簡亦寶之妹 簡亦權之二姊 吳樂仁之妻 陳世紀之未婚妻，於第10集分手 針對林菁華                                                                |
| 陳奐仁         | 吳樂仁 | 怪獸、仁哥 音樂人 簡亦丹之夫 商雙之初戀情人 於第15集登場 於第39集返回美國（自稱回去新加坡） 於第61集回港加入康民保險集團 於第125集開辦樂仁音樂學校 於第131集因腦部有良性瘤而反常 於大結局手術成功而康復 |
| 羅鈞滿         | 簡亦權 | Ken 拍賣網站賣家 羅少紅之子 簡亦寶、簡亦丹之弟 最初追求林思怡，之後追求錢愛晨 於第39集起為償還欠下家人的債務而成為Warehouse侍應                                                                         |
|                | Coffee | 簡亦丹、吳樂仁之爱狗 |

### 季家
| 演員   | 角色   | 暱稱／關係 |
| 莫偉文 | 錢賀貴 | 季美麗之亡夫 錢愛晨之父 |
| 陳曼娜 | 季美麗 | Celine 闊太 金均泰之前妻 錢賀貴之妻 錢愛晨之母 李佳芳之表姊 於第14集登場 於第56集買下Warehouse之舖位成為房東                      |
| 李思欣 | 錢愛晨 | 晨晨、Peace 季美麗、錢賀貴之女 孫寧安之表姊 孫家安之表妹 暗戀蔡德克 簡亦權之暗戀對象 於第63集登場 於第125集成為樂仁音樂學校的教師 |
| 江富強 | 亞 基  | 季美麗之司機 於第55集登場 |
| 王 青  | 金均泰 | 季美麗第三任丈夫，已離婚（第55集）                                                                                                |

### 康民保險集團
| 演員   | 角色   | 暱稱／關係 |
| 李家聲 | 阮偉添 | Tim Sir 保險公司老闆 簡亦丹、高青雲之老闆 最初喜歡姜蘭蘭，後喜歡蓉蓉 |
| 陳奐仁 | 吳樂仁 | 怪獸 無正職音樂人 IT部主管（第61-124集） 參見簡家 |
| 滕麗名 | 簡亦丹 | Mable、簡丹、Simple 保險高級經理 參見簡家 |
| 袁偉豪 | 高青雲 | Alvin、雲仔 保險高級經理 孫鳳奇、李佳芳之契仔 孫寧安之契哥，後為男友，最後結婚 程逸風之情敵 Warehouse樓上咖啡店股東兼常客 扮演Hector入股Warehouse 車牌為Oh My God 於大結局與孫寧安結婚 |
| 李雨陽 | 方立文 | Karol 保險營業員 簡亦丹之下屬 追求孫寧安，後為其男友，最後分手 |
| 李泳豪 | 余楚航 | Kingston 保險營業員 簡亦丹之下屬 張婉雯之男友，後分手 |
| 陳思齊 | 林秀彤 | April 保險營業員 孫寧安之好友 追求高青雲 |
| 曾 敏  | 關穎珊 | Alma 保險營業員 高青雲之下屬 傾慕高青雲 |
| 張秀文 | 張婉雯 | Angela 保險營業員 高青雲之下屬 余楚航之女友，後分手 |
| 葉凱茵 | 李一心 | Kelly 秘書 |
| 張嘉兒 | Ling   | 保險營業員 簡亦丹之下屬 陳世紀之情婦 於第11集離職 |
| 王東泰 |        | 康民部門主管（第61集） |
| 楊瑞麟 |        | 康民老闆（第124集） |

### 傲形健康產品公司
| 演員   | 角色   | 暱稱／關係 |
| 李鴻   | 大老闆 | 姜蓉蓉之上司（第25集） |
| 湯盈盈 | 蓉蓉   | Ginger、姜姐、姜妹（簡亦寶專用）、忟 營業部董事 姜蘭蘭之姊 孫家安之上司 曾為何允行之情婦 曾與高青雲交往，最後分手 後成為阮偉添的女友 於大結局升職為營業部總經理 |
| 張兆輝 | 孫家安 | Eric、老闆、大佬安 營業部經理 姜蓉蓉之下屬 於大結局升職為營業部副總經理，並加薪水 參見孫家                                                                  |
| 魏焌皓 | 江志成 | Perry 孫家安之下屬 後成為林思怡之男友 簡亦權之情敵 於第119集被林菁華陷害因而遭解僱 於第134集成功投考消防員                                                |
| 姚瑩瑩 | 吳德嫻 | Maggie 孫家安之下屬 |
| 張智軒 | 何允行 | Hody、阿行 孫家安之下屬 |
| 鄭嘉雯 | 佘 煌  | Sammi 蓉蓉之秘書 |

### Warehouse樓上咖啡店
| 演員   | 角色   | 暱稱／關係                                                                                       |
| 林夏薇 | 孫寧安 | June Warehouse店東 參見孫家                                                                      |
| 袁偉豪 | 高青雲 | Alvin Warehouse股東兼常客 保險高級經理 扮演大股東Hector，瞞騙孫寧安 參見康民保險集團             |
| 陳曼娜 | 季美麗 | Celine 闊太 於第56集買下Warehouse之舖位成為房東                                                  |
| 羅鈞滿 | 簡亦權 | Ken Warehouse侍應 為償還債務而擔任侍應 參見簡家                                                  |
| 沈愛琳 | 蘭蘭   | NaNa Warehouse侍應 姜蓉蓉之妹 曾為高青雲的下屬，僅當了一天被解僱 曾為阮偉添之傾慕對象 於第33集登場 |

### 其他固定角色
| 演員   | 角色   | 暱稱／關係 |
| 沈卓盈 | 林菁華 | 菁華 林思怡之母 孫家安之前女友 企圖和孫家安復合，最後決定放弃 簡亦寶之情敵 李佳芳、簡亦丹之針對對象 曾陷害簡亦寶、李佳芳、簡亦丹、江志成 於第52集登場 於第137集被林思怡揭發她的密謀 於第138集臨走前/回美國前要求林思怡原諒，卻林思怡始終不會原諒她 |
| 沈震軒 | 程逸風 | Solar、程醫生 醫生 孫寧安之男友，後分手 於第79集登場 |
| 梁靖琪 | 商 雙  | 吳樂仁之初戀情人 簡亦寶的好友 蔡德克之女友，其後奉子成婚 於第85集登場 |
| 張致恆 | 蔡德克 | 克仔、克表 簡亦寶、簡亦丹之表弟 簡亦權之表哥 商雙之男友，其後奉子成婚 錢愛晨之傾慕對象 於第97集登場 |
| 祝文君 | 陳欣月 | Moon 飛揚航空職員 簡亦寶之同事兼好友 |
| 黃長興 | 陳世紀 | Simon 獸醫 簡亦丹之未婚夫，於第10集分手 Ling之情夫 |
| 羅 莽  | 羅拔迪 | Albert 裝修師父、通渠王 季美麗之男友 曾假扮錢愛晨之男友 |
| 孫慧雪 | 李文雪 | Dora 診所護士 曾任職獸醫診所護士（第4集）、時裝店店員（第33集） 程逸風之下屬 被姜蓉蓉針對 於第4集登場 |

### 單元角色
| 演員   | 角色                                    | 暱稱／關係                                                                               |
| 司徒暉 |                                         | 孫家安之替身（第1集）                                                                    |
| 司徒暉 | 青 年                                   | （第25集）                                                                               |
| 蘇麗明 | Miss Lo                                 | 孫洋之班主任（第1、57、73集）                                                            |
| 方紹聰 | cosplay玩家                             | （第1集）                                                                                |
| 方紹聰 | 店 員                                   | （第18集）                                                                               |
| 方紹聰 | 琴行職員                                | （第61集）                                                                               |
| 方紹聰 | 助 導                                   | （第124集）                                                                              |
| 吳綺珊 | cosplay玩家                             | （第1集）                                                                                |
| 吳綺珊 | 女 人                                   | 吳樂仁尋找的養狗人（第23集）                                                             |
| 陳珈穎 | cosplay玩家                             | （第1集）                                                                                |
| 陳珈穎 | 女同學                                  | （第7集）                                                                                |
| 陳珈穎 | 少 女                                   | （第43集）                                                                               |
| 陳珈穎 | 記 者                                   | （第125集）                                                                              |
| 黎桐康 | cosplay玩家                             | （第1集）                                                                                |
| 裘卓能 | 航空公司職員                            | （第1、2集）                                                                             |
| 麥皓兒 | 航空公司職員                            | （第1、2集）                                                                             |
| 尹詩沛 | 見習空姐                                | （第1集）                                                                                |
| 尹詩沛 | 女 子                                   | （第125集）                                                                              |
| 李君妍 | 見習空姐                                | （第1集）                                                                                |
| 李君妍 | 奶茶狗主                                | （第105集）                                                                              |
| 張漢斌 | Ben                                     | 曾為餐廳伙記（第2集）                                                                    |
| 陳狄克 | 潤 叔                                   | 孫家安所居大廈的看更（第2集）                                                            |
| 徐玟晴 | 僱傭中心職員                            | （第2集）                                                                                |
| 徐玟晴 | 私家診所護士                            | （第34集）                                                                               |
| 徐玟晴 | 港 女                                   | 阿Cat朋友（第55集）                                                                      |
| 徐玟晴 | 護 士                                   | （第100集）                                                                              |
| 陳勉良 | 平 叔                                   | 羅少紅所居大廈的管理員（第3、22集）                                                      |
| 陳勉良 | 老 張                                   | 孫鳳奇之舊同事 曾追求李佳芳（第127集）                                                   |
| 杜 港  | Sam                                     | 簡亦丹之初戀男友（第3集）                                                                |
| 杜 港  | 籃球員                                  | 西岸禾輋隊隊員（第43集）                                                                 |
| 葉婷芝 | Sam女友                                 | （第3集）                                                                                |
| 葉婷芝 | 秦香蓮                                  | 電視劇演員（第61集）                                                                     |
| 王致狄 | 簡亦丹之舊同學                          | （第3集）                                                                                |
| 王致狄 | 情 侶                                   | 除夕晚的接吻情侶（第44集）                                                               |
| 王致狄 | 侍 應                                   | （第67、108集）                                                                          |
| 陳宛蔚 | 簡亦丹之舊同學                          | （第3集）                                                                                |
| 陳宛蔚 | 兔女郎                                  | （第45集）                                                                               |
| 許碧姬 | 婆 婆                                   | Simon獸醫診所客人（第4集）                                                               |
| 許碧姬 | 垃圾婆                                  | （第29集）                                                                               |
| 鄺佐輝 | 輝                                      | 孫家安舊同學（第4、65集）                                                                |
| 古明華 | Kay                                     | 孫家安舊同學（第4、65集）                                                                |
| 楊英偉 | 江                                      | 孫家安舊同學（第4、65集）                                                                |
| 黃俊伸 | 醫 生                                   | （第4集）                                                                                |
| 黃鳳   | 鄰 居                                   | 孫家安鄰居（第5集）                                                                      |
| 黃鳳   | 紅朋友                                  | 羅少紅之雀友（第33集）                                                                   |
| 曾慧雲 | 萍                                      | 簡亦寶朋友（第5集）                                                                      |
| 曾慧雲 | 親 戚                                   | （第139集）                                                                              |
| 陳嘉嘉 | 侍 應                                   | （第5集）                                                                                |
| 陳嘉嘉 | 趙小姐                                  | 傲形健康產品公司之客戶（第45集）                                                         |
| 陳嘉嘉 | 節目主持                                | （第95集）                                                                               |
| 潘宗揚 | 侍 應                                   | （第5集）                                                                                |
| 劉秉賓 | 男店員                                  | （第5集）                                                                                |
| 劉秉賓 | 分手情侶                                | （第41集）                                                                               |
| 吳幸美 | 新聞主播                                | （第7、35集）                                                                            |
| 吳幸美 | 記 者                                   | （第125集）                                                                              |
| 邵卓堯 | 醫 生                                   | （第8、132集）                                                                           |
| 李興華 | 同 事                                   | （第8集）                                                                                |
| 關浩揚 | Donald                                  | 高青雲之朋友 青年才俊（第8集）                                                           |
| 鍾志光 | 律 師                                   | 婚禮見證律師（第9、10集）                                                                |
| 趙樂賢 | 王朝達                                  | 孫寧安朋友（第13集） 農場合伙人 欺騙孫寧安合資開公平咖啡店                               |
| 馬貫東 | 達朋友                                  | 王朝達之朋友（第13集）                                                                   |
| 馬貫東 | 店 員                                   | （第139集）                                                                              |
| 曾健明 | 昌                                      | 孫鳳奇舊同事，任職警隊（第13集） 替孫鳳奇調查王朝達                                      |
| 林婉霞 | 女主角                                  | （第13集）                                                                               |
| 林婉霞 | Tea                                     | 高青雲聘請的咖啡天使（第26集）                                                           |
| 林婉霞 | 舞女郎                                  | （第34集）                                                                               |
| 林婉霞 | 兔女郎                                  | （第45集）                                                                               |
| 林婉霞 | 啤酒女郎                                | （第51、52、79~83集）                                                                    |
| 謝靜婷 | 女主播                                  | （第13集）                                                                               |
| 林秀怡 | 寧朋友                                  | 孫寧安朋友（第14集）                                                                     |
| 林秀怡 | Sales                                   | 傲形商場舖售貨員（第44集）                                                               |
| 林秀怡 | 港 女                                   | 阿Cat（第55集）                                                                          |
| 范彩兒 | 寧朋友                                  | 孫寧安朋友（第14集）                                                                     |
| 范彩兒 | 情 侶                                   | 除夕晚的接吻情侶（第44集）                                                               |
| 蘇恩磁 | 闊 太                                   | 季美麗的闊太雀友（第14集）                                                               |
| 蘇恩磁 | 雀 友                                   | 李佳芳、羅少紅之雀友（第39集）                                                           |
| 蘇恩磁 | 阿 美                                   | 丈夫剛剛過世（第55集）                                                                   |
| 蘇恩磁 | 王 太                                   | 程逸風之病人（第90集）                                                                   |
| 蘇恩磁 | 李 太                                   | 孫鳳奇、李佳芳之舊街坊（第126集）                                                        |
| 蘇恩磁 | 親 戚                                   | （第139集）                                                                              |
| 陳亭嘉 | 部 長                                   | （第15集）                                                                               |
| 陳亭嘉 | Coffee                                  | 高青雲聘請的咖啡天使（第26集）                                                           |
| 陳亭嘉 | 少 女                                   | （第43集）                                                                               |
| 何俊軒 | 李醫生                                  | 精神科醫生（第15集） 曾與簡亦丹相睇                                                      |
| 王東泰 | 侍 應                                   | （第16集）                                                                               |
| 王東泰 | 籃球員                                  | 西岸禾輋隊隊員（第43集）                                                                 |
| 王東泰 | 康民部門主管                            | （第61集）                                                                               |
| 蔣志光 | 裝修師父                                | Warehouse的裝修師父（第17集）                                                            |
| 黃文標 | 裝修師父                                | Warehouse的裝修師父（第17集）                                                            |
| 蕭凱欣 | 店 員                                   | （第18集）                                                                               |
| 羅 鴻  | 乞 丐                                   | （第19集）                                                                               |
| 羅 鴻  | 魚 販                                   | （第27集）                                                                               |
| 羅 鴻  | 收買佬                                  | （第109集）                                                                              |
| 劉桂芳 | 鄰居母                                  | （第19集）                                                                               |
| 劉桂芳 | 客 人                                   | （第37集）                                                                               |
| 劉桂芳 | 舊客人                                  | 孫家安舊客人（第45集）                                                                   |
| 劉桂芳 | 中年女人                                | （第64集）                                                                               |
| 劉桂芳 | 陳 太                                   | 孫鳳奇、李佳芳之舊街坊（第126集）                                                        |
| 陳安瑩 | 搭枱師奶                                | （第21集）                                                                               |
| 李啟傑 | 海味舖店員                              | （第21集）                                                                               |
| 李啟傑 | 朋 友                                   | （第111集）                                                                              |
| 李岡龍 | 王老闆                                  | 茶餐廳老闆（第22集）                                                                     |
| 黃梓瑋 | 李師奶                                  | （第22集）                                                                               |
| 黃梓瑋 | 紅朋友                                  | 羅少紅之雀友（第33集）                                                                   |
| 曾玉娟 | 茶餐廳客人                              | （第22集）                                                                               |
| 李麗麗 | 何 太                                   | 簡家之鄰居（第22集）                                                                     |
| 丁樂鍶 | 女 人                                   | 吳樂仁尋找的養狗人（第23集）                                                             |
| 潘冠霖 | 女 人                                   | 吳樂仁尋找的養狗人（第23集）                                                             |
| 潘冠霖 | 金舖職員                                | （第93集）                                                                               |
| 楊潮凱 | 歌 手                                   | （第24集）                                                                               |
| 楊潮凱 | 結他手                                  | （第75集）                                                                               |
| 菁 瑋  | Lily                                    | 孫家安舊同事（第25集） 現任職於「Total」                                                 |
| 頌 誼  | Cake                                    | 高青雲聘請的咖啡天使（第26集）                                                           |
| 頌 誼  | 兔女郎                                  | （第45集）                                                                               |
| 王淑玲 | Milk                                    | 高青雲聘請的咖啡天使（第26集）                                                           |
| 王淑玲 | 舞女郎                                  | （第34集）                                                                               |
| 王淑玲 | 啤酒女郎                                | （第51、52、79、80集）                                                                   |
| 廖麗麗 | 舞蹈員                                  | （第27集）                                                                               |
| 廖麗麗 | 方 太                                   | （第42集）                                                                               |
| 廖麗麗 | 跳舞同學                                | 阿秀（第46集）                                                                           |
| 許家傑 | 舞 伴                                   | （第27集）                                                                               |
| 許家傑 | 跳舞老師                                | （第46集）                                                                               |
| 許家傑 | 酒吧蒲客                                | （第83集）                                                                               |
| 丘芷蓉 | 病 童                                   | 已去世 吳樂仁童年時的好友（第29集）                                                      |
| 鍾鈺精 | 護 士                                   | （第29集）                                                                               |
| 李綺雯 | Isabella                                | 高青雲前女友（第32集）                                                                   |
| 何君誠 | 男客人                                  | （第32集）                                                                               |
| 劉 俐  | 女客人                                  | （第32集）                                                                               |
| 劉 俐  | Jenny                                   | Brian之女友（第62集）                                                                    |
| 蔡曜力 | 男應徵者                                | 應徵Warehouse侍應（第32集）                                                              |
| 蔡曜力 | 商雙學生時的傾慕對象（第86集） 熱愛籃球 |                                                                                          |
| 曾琬莎 | 女應徵者                                | 應徵Warehouse侍應（第32集）                                                              |
| 夏竹欣 | 時裝店經理                              | （第33集）                                                                               |
| 夏 萍  | 紅朋友                                  | 羅少紅之雀友（第33集）                                                                   |
| 蔡康年 | 私家診所醫生                            | （第34集）                                                                               |
| 蔡康年 | 醫 生                                   | 醫院醫生（第94集）                                                                       |
| 蔡康年 | 婦產科醫生                              | （第135集）                                                                              |
| 高俊文 | 酒店經理                                | （第35集）                                                                               |
| 高俊文 | 客 人                                   | 於Warehouse心臟病發作的客人（第88集）                                                    |
| 彭比得 | 客 人                                   | （第37集）                                                                               |
| 歐陽靖 | MC Jin                                  | （客串） 吳樂仁之好友（第37集） 饒舌歌手                                                 |
| 石天欣 | 分手情侶                                | （第41集）                                                                               |
| 石天欣 | 少 女                                   | 阮偉添女友（第98集）                                                                     |
| 許思敏 | 商場客                                  | （第42集）                                                                               |
| 鍾凱琪 | 酒吧侍應                                | （第42集）                                                                               |
| 陳志健 | 籃球員                                  | 西岸禾輋隊隊員（第43集）                                                                 |
| 陸駿光 | 籃球員                                  | 西岸禾輋隊隊員（第43集）                                                                 |
| 陳偉洪 | 籃球員                                  | 西岸禾輋隊隊員（第43集）                                                                 |
| 陳偉洪 | 阿 龍                                   | （第119集）                                                                              |
| 謝卓言 | 裁 判                                   | 籃球比賽裁判（第43集）                                                                   |
| 吳雲甫 | 男朋友                                  | （第49集）                                                                               |
| 吳雲甫 | 醫 生                                   | （第135集）                                                                              |
| 岑潔儀 | Rosita                                  | 曾與高青雲發生一夜情（第50集） 跑車車牌為BB100                                           |
| 蘇頌輝 | Jason Lee                               | 著名甜品師傅（第53集） 曾與孫寧安發展                                                    |
| 陳榮峻 | 剛                                      | 豬肉肉販（第54集）                                                                       |
| 黃耀煌 | 記 者                                   | （第55集）                                                                               |
| 賀文傑 | 經 理                                   | （第55集）                                                                               |
| 華忠男 | 主 廚                                   | 季美麗之主廚（第56集）                                                                   |
| 孫慧蓮 | 垃圾婆                                  | （第58集）                                                                               |
| 高爾珩 | 婆 婆                                   | 以執拾廢紙為生（第60集） 獲送贈「幸運曲奇」                                              |
| 白健恩 | 陳世美                                  | 電視劇演員（第61集）                                                                     |
| 布偉傑 | Brian                                   | 飛機師（第62集） 簡亦寶之前男友                                                          |
| 冼灝英 |                                         | 陳欣月之夫（第67、92集）                                                                 |
| 趙敏通 |                                         | 李一心之夫（第67集）                                                                     |
| 趙敏通 | 漫畫編輯                                | （第123集）                                                                              |
| 楊證樺 |                                         | 吳德嫻之夫（第67集）                                                                     |
| 鄭俊弘 | 結他手                                  | （第75集）                                                                               |
| 張國洪 | 樂 手                                   | 結他手（第75、76集）                                                                     |
| 吳妍穎 | 小 丁                                   | 錢愛晨兒時之好友（第78集）                                                               |
| 楊鴻俊 | Benson                                  | 商雙男朋友，後分手（第86集）                                                             |
| 姚浩政 |                                         | 商雙男朋友，後分手（第86集）                                                             |
| 張達倫 | Gordon                                  | 同性戀者 林菁華之友 協助林菁華假冒其未婚夫同孫家安復合（第94、95、116、126、128、129集） |
| 郭田葰 | 醫 生                                   | （第100集）                                                                              |
| 陳婉婷 | 阮偉添之姪女                            | （第101集）                                                                              |
| 陳婉婷 | 護 士                                   | （第114集）                                                                              |
| 阮政峰 | 醫生                                    | （第104集）                                                                              |
| 劉蔚萱 | 新聞報導員                              | （第108集）                                                                              |
| 劉蔚萱 | 女 鬼                                   | （第113集）                                                                              |
| 羅天池 | 克朋友                                  | （第110集）                                                                              |
| 溫家偉 | 肌肉男                                  | （第112集）                                                                              |
| 陳光耀 | KC                                      | （第113集）                                                                              |
| 蔡慧欣 | 亞 欣                                   | （第113集）                                                                              |
| 鄧英敏 | 王先生                                  | （第115集）                                                                              |
| 魏惠文 | 酒樓經理                                | （第120集）                                                                              |
| 戴耀明 | 導 演                                   | （第124集）                                                                              |
| 甄敏婷 | 知 客                                   | （第124集）                                                                              |
| 陳建文 | 音樂老師                                | （第125集）                                                                              |
| 張國洪 | 音樂老師                                | （第125集）                                                                              |
| 張明偉 | 音樂老師                                | （第125集）                                                                              |
| 謝光耀 | 送貨員                                  | （第125集）                                                                              |
| 曾海昌 | 送貨員                                  | （第125集）                                                                              |
| 王維德 | 張小強                                  | 通緝犯（第125集）                                                                        |
| 林 偉  | 張理軍                                  | 醫生 簡亦丹之舊同學 吳樂仁之主診醫生（第131－132、134－135、138集）                      |
| 沈可欣 | Nicole                                  | 簡亦丹之舊同學（第135集）                                                                |
| 羅仲謙 | 何德樣                                  | 醫生 吳樂仁之手術醫生（第138集）                                                         |
| 游莨維 | 死 神                                   | 企圖帶走吳樂仁，但因聽到簡亦丹的歌聲決定放棄（第138－139集）                             |
| 劉天龍 | 監禮人                                  | （第139集）                                                                              |

## 兩個結局版本
大結局播出其間，由觀眾從TVBfun投票選出想看到的結局。其後觀眾選出大團圓結局，慘情結局在東張西望播出。
《一》慘情結局
孫家安與林菁華再次發生關係，簡亦寶知道後無法忍受，決定與孫家安離婚。其後林菁華在孫家安面前說出所做的一切為了報復孫家安當初為何不選擇她，並非想與孫家安復合。孫家安最後非常傷心欲絕。
《二》大團圓結局
孫家安與林菁華並沒有再次發生關係，其後林菁華在簡亦寶面前承認。最後孫家安獲得簡亦寶的原諒，並與林思怡同孫洋一起合照。林菁華最後知道與孫家安不可能再一起，決定放棄並辭職離開香港。

## 主題
| 2011年                     |          |                            |                                |
| 集數                       | 首播日期 | 主題名稱                   | 故事主人翁                     |
| 001 （页面存档备份，存于） | 10月31日 | 幸福臨界點                 | 孫家安、簡亦寶                 |
| 002 （页面存档备份，存于） | 11月1日  | 主婦唔易做                 | 孫家安、簡亦寶                 |
| 003 （页面存档备份，存于） | 11月2日  | 不能送出的禮物             | 簡亦寶、簡亦丹                 |
| 004 （页面存档备份，存于） | 11月3日  | 男人唔易做                 | 孫家安、簡亦丹                 |
| 005 （页面存档备份，存于） | 11月4日  | 寶本多情                   | 孫家安、簡亦寶                 |
| 006 （页面存档备份，存于） | 11月7日  | 無主婦狀態                 | 孫家安、孫洋                   |
| 007 （页面存档备份，存于） | 11月8日  | 教仔奇兵                   | 孫家安、簡亦寶                 |
| 008 （页面存档备份，存于） | 11月9日  | 炒魷風雲                   | 孫寧安、高青雲                 |
| 009 （页面存档备份，存于） | 11月10日 | 愛上出軌的男人             | 簡亦寶、簡亦丹                 |
| 010 （页面存档备份，存于） | 11月11日 | 嫁與不嫁的邊緣             | 簡亦丹                         |
| 011 （页面存档备份，存于） | 11月14日 | 孤丹蜜月遊                 | 孫家安、簡亦丹                 |
| 012 （页面存档备份，存于） | 11月15日 | 揪來也揪去                 | 孫家安、孫洋                   |
| 013 （页面存档备份，存于） | 11月16日 | 公平騙局                   | 孫鳳奇、孫寧安                 |
| 014 （页面存档备份，存于） | 11月17日 | 真心謊言                   | 孫家安、孫寧安                 |
| 015 （页面存档备份，存于） | 11月18日 | 剩女的好媽                 | 簡亦丹、吳樂仁                 |
| 016 （页面存档备份，存于） | 11月21日 | 閃婚驚情                   | 簡亦丹、吳樂仁                 |
| 017 （页面存档备份，存于） | 11月22日 | 婚戒謎蹤                   | 孫家安、簡亦寶                 |
| 018 （页面存档备份，存于） | 11月23日 | 難兄難妹                   | 孫家安、孫寧安                 |
| 019 （页面存档备份，存于） | 11月24日 | 危途有你                   | 簡亦丹、吳樂仁                 |
| 020 （页面存档备份，存于） | 11月25日 | 異房客                     | 簡亦丹、吳樂仁                 |
| 021 （页面存档备份，存于） | 11月28日 | 家家有家用                 | 李佳芳、孫家安、羅少紅         |
| 022 （页面存档备份，存于） | 11月29日 | 人狗情未了                 | 簡亦丹、吳樂仁                 |
| 023 （页面存档备份，存于） | 11月30日 | 咖啡物語                   | 孫寧安、吳樂仁                 |
| 024 （页面存档备份，存于） | 12月1日  | 一吻定情                   | 孫寧安、高青雲、林秀彤         |
| 025 （页面存档备份，存于） | 12月2日  | 挖角潮                     | 孫家安、蓉蓉、簡亦寶           |
| 026 （页面存档备份，存于） | 12月6日  | 樂與怒                     | 簡亦丹、吳樂仁                 |
| 027 （页面存档备份，存于） | 12月7日  | 靚太秘笈                   | 簡亦寶                         |
| 028 （页面存档备份，存于） | 12月8日  | 你仇富嗎？                 | 孫寧安、季美麗                 |
| 029 （页面存档备份，存于） | 12月9日  | 外母出走記                 | 羅少紅、吳樂仁                 |
| 030 （页面存档备份，存于） | 12月12日 | 神婆外母霉女婿             | 羅少紅、吳樂仁                 |
| 031 （页面存档备份，存于） | 12月13日 | 男共女，朋或誘？           | 孫家安、簡亦寶                 |
| 032 （页面存档备份，存于） | 12月14日 | 關心很難                   | 孫寧安、高青雲                 |
| 033 （页面存档备份，存于） | 12月15日 | 心太軟                     | 姜蘭蘭                         |
| 034 （页面存档备份，存于） | 12月16日 | 最佳損友                   | 孫家安、高青雲                 |
| 035 （页面存档备份，存于） | 12月19日 | 大帽子情聖                 | 孫寧安、高青雲                 |
| 036 （页面存档备份，存于） | 12月20日 | 為你終情？                 | 孫寧安、高青雲                 |
| 037 （页面存档备份，存于） | 12月21日 | 發債風雲                   | 簡亦權、吳樂仁                 |
| 038 （页面存档备份，存于） | 12月22日 | 冬至氹氹轉                 | 羅少紅、李佳芳                 |
| 039 （页面存档备份，存于） | 12月23日 | 聖誕奇蹟                   | 簡亦丹、吳樂仁                 |
| 040 （页面存档备份，存于） | 12月26日 | 失蹤的禮物                 | 簡亦丹、吳樂仁                 |
| 041 （页面存档备份，存于） | 12月27日 | 幸福爭凳仔                 | 孫寧安、高青雲                 |
| 042 （页面存档备份，存于） | 12月28日 | 愛靚唔愛老                 | 羅少紅、江志成                 |
| 043 （页面存档备份，存于） | 12月29日 | 中男之苦                   | 林思怡、孫家安                 |
| 2012年                     |          |                            |                                |
| 045 （页面存档备份，存于） | 01月2日  | 捉姦實錄                   | 孫家安、簡亦寶、林思怡         |
| 046 （页面存档备份，存于） | 01月3日  | 別恨我好媽                 | 李佳芳、孫寧安                 |
| 047 （页面存档备份，存于） | 01月4日  | 誰是誰的扶手柄？           | 陳世紀、簡亦丹、孫寧安、方立文 |
| 048 （页面存档备份，存于） | 01月5日  | 條數點計？                 | 孫家安、簡亦寶                 |
| 049 （页面存档备份，存于） | 01月6日  | 分手的藝術                 | 孫寧安、方立文                 |
| 050 （页面存档备份，存于） | 01月9日  | 談一天的戀愛               | 孫寧安、高青雲                 |
| 051 （页面存档备份，存于） | 01月10日 | S&A男女                    | 蓉蓉、阮偉添                   |
| 052 （页面存档备份，存于） | 01月11日 | 封塵三俠的孽緣             | 孫家安、阮偉添、高青雲         |
| 053 （页面存档备份，存于） | 01月12日 | 始終都係蝕本貨             | 孫寧安、Jason                  |
| 054 （页面存档备份，存于） | 01月13日 | 等着你回來                 | 簡亦丹                         |
| 055 （页面存档备份，存于） | 01月16日 | 美麗有罪                   | 季美麗、蓉蓉                   |
| 056 （页面存档备份，存于） | 01月17日 | 兩「表」無猜               | 季美麗、李佳芳、孫寧安         |
| 057 （页面存档备份，存于） | 01月18日 | 家長再陪訓                 | 孫洋、簡亦寶、孫家安           |
| 058 （页面存档备份，存于） | 01月19日 | 六六無窮6000蚊             | 孫寧安                         |
| 059 （页面存档备份，存于） | 01月20日 | 心靈迷你倉                 | 孫鳳奇、李佳芳                 |
| 060 （页面存档备份，存于） | 01月25日 | 幸運曲奇                   | 簡亦寶                         |
| 061 （页面存档备份，存于） | 01月26日 | 「仁」來「仁」往           | 吳樂仁、簡亦丹                 |
| 062 （页面存档备份，存于） | 01月27日 | 愛與夢飛行                 | 簡亦寶                         |
| 063 （页面存档备份，存于） | 01月30日 | 我的天才女兒               | 錢愛晨、季美麗                 |
| 064 （页面存档备份，存于） | 01月31日 | 清蒸MAMA                   | 錢愛晨、季美麗、李佳芳         |
| 065 （页面存档备份，存于） | 02月1日  | 星星的秘密                 | 孫家安、林思怡                 |
| 066 （页面存档备份，存于） | 02月2日  | 法證驗親女                 | 孫家安、林思怡                 |
| 067 （页面存档备份，存于） | 02月3日  | 變身男女錯、錯、錯         | 簡亦丹、吳樂仁                 |
| 068 （页面存档备份，存于） | 02月6日  | 猜情尋                     | 簡亦丹、吳樂仁、孫寧安、高青雲 |
| 069 （页面存档备份，存于） | 02月7日  | 腦進化                     | 季美麗、錢愛晨                 |
| 070 （页面存档备份，存于） | 02月8日  | 愛的側手翻                 | 孫家安、簡亦寶、林菁華         |
| 071 （页面存档备份，存于） | 02月9日  | 隱身爸爸                   | 孫家安、林菁華、林思怡         |
| 072 （页面存档备份，存于） | 02月10日 | 如果你知我苦衷             | 孫家安、簡亦寶                 |
| 073 （页面存档备份，存于） | 02月13日 | 聰明表姐傻表妹             | 孫家安、簡亦寶                 |
| 074 （页面存档备份，存于） | 02月14日 | 情人節風雲                 | 姜蓉蓉、高青雲、簡亦丹、吳樂仁 |
| 075 （页面存档备份，存于） | 02月15日 | Jam歌有情人                | 吳樂仁、錢愛晨、簡亦丹         |
| 076 （页面存档备份，存于） | 02月16日 | 搶婚大作戰                 | 吳樂仁、錢愛晨、簡亦丹         |
| 077 （页面存档备份，存于） | 02月17日 | 愛回家                     | 吳樂仁、錢愛晨、簡亦丹         |
| 078 （页面存档备份，存于） | 02月20日 | 疊影狂媽                   | 季美麗、李佳芳、錢愛晨、孫寧安 |
| 079 （页面存档备份，存于） | 02月21日 | 這些天，我們一起追過的中女 | 姜蓉蓉、高青雲、孫寧安         |
| 080 （页面存档备份，存于） | 02月22日 | 風起雲漸散                 | 孫寧安、高青雲、程逸風         |
| 081 （页面存档备份，存于） | 02月23日 | 瘋雲再現                   | 高青雲、程逸風、孫寧安         |
| 082 （页面存档备份，存于） | 02月24日 | 媒人唔易做                 | 孫寧安、程逸風                 |
| 083 （页面存档备份，存于） | 02月27日 | 完了吧？如無意外           | 高青雲、姜蓉蓉、孫寧安         |
| 084 （页面存档备份，存于） | 02月28日 | 渠王通心法                 | 季美麗、錢愛晨、羅拔迪         |
| 085 （页面存档备份，存于） | 02月29日 | 假寶玉之戀                 | 吳樂仁、簡亦丹                 |
| 086 （页面存档备份，存于） | 03月1日  | 轉角遇到...舊愛            | 吳樂仁、商雙                   |
| 087 （页面存档备份，存于） | 03月2日  | 舊情連連                   | 吳樂仁、商雙                   |
| 088 （页面存档备份，存于） | 03月5日  | 不再遺憾                   | 季美麗、羅拔迪                 |
| 089 （页面存档备份，存于） | 03月6日  | 遲來的初戀                 | 季美麗、羅拔迪                 |
| 090 （页面存档备份，存于） | 03月7日  | 誘惑與曖昧                 | 孫寧安、程逸風、姜蓉蓉、高青雲 |
| 091 （页面存档备份，存于） | 03月8日  | 雙天鵝效應                 | 高青雲、姜蓉蓉、簡亦丹、吳樂仁 |
| 092 （页面存档备份，存于） | 03月9日  | 弊傢伙！搞大咗！           | 簡亦寶、簡亦丹                 |
| 093 （页面存档备份，存于） | 03月12日 | 真亦假時假亦真             | 林思怡、簡亦寶、孫家安         |
| 094 （页面存档备份，存于） | 03月13日 | 兩個舊情人                 | 商雙、吳樂仁                   |
| 095 （页面存档备份，存于） | 03月14日 | 大話情人                   | 吳樂仁、商雙                   |
| 096 （页面存档备份，存于） | 03月15日 | 婚姻•分因                  | 吳樂仁、簡亦丹                 |
| 097 （页面存档备份，存于） | 03月20日 | 克雙作業                   | 蔡德克、商雙                   |
| 098 （页面存档备份，存于） | 03月21日 | 不見不見還須見             | 高青雲、姜蓉蓉、孫寧安、程逸風 |
| 099 （页面存档备份，存于） | 03月22日 | 與愛同行                   | 高青雲、孫寧安、姜蓉蓉、程逸風 |
| 100 （页面存档备份，存于） | 03月23日 | 家家有本生仔的經           | 孫家安、林菁華、簡亦丹、簡亦寶 |
| 101 （页面存档备份，存于） | 03月26日 | 失戀創傷症候群             | 商雙、蔡德克                   |
| 102 （页面存档备份，存于） | 03月27日 | 愛係咩？                   | 簡亦權、商雙、蔡德克           |
| 103 （页面存档备份，存于） | 03月28日 | 我的完美愛人？             | 高青雲、孫寧安、姜蓉蓉、程逸風 |
| 104 （页面存档备份，存于） | 03月29日 | 前度？再度？               | 孫家安、林菁華                 |
| 105 （页面存档备份，存于） | 03月30日 | 引狼入室偷狗仔             | 孫家安、林菁華                 |
| 106 （页面存档备份，存于） | 04月2日  | 愛的空間                   | 高青雲、孫寧安、姜蓉蓉、程逸風 |
| 107 （页面存档备份，存于） | 04月3日  | 攤牌效應                   | 高青雲、孫寧安、姜蓉蓉、程逸風 |
| 108 （页面存档备份，存于） | 04月4日  | 寧姜風雲                   | 孫寧安、高青雲、姜蓉蓉、程逸風 |
| 109 （页面存档备份，存于） | 04月5日  | 失戀你我他                 | 孫寧安、高青雲、姜蓉蓉、程逸風 |
| 110 （页面存档备份，存于） | 04月6日  | 墮落草                     | 商雙、蔡德克、高青雲           |
| 111 （页面存档备份，存于） | 04月9日  | 一個賭徒的誕生             | 簡亦丹、姜蓉蓉                 |
| 112 （页面存档备份，存于） | 04月10日 | 兩個輸家                   | 姜蓉蓉、簡亦丹                 |
| 113 （页面存档备份，存于） | 04月11日 | 愛情主客和                 | 孫寧安、高青雲                 |
| 114 （页面存档备份，存于） | 04月12日 | 忍不住的愛                 | 孫寧安、高青雲、商雙、蔡德克   |
| 115 （页面存档备份，存于） | 04月13日 | 愛上癮                     | 商雙、蔡德克、簡亦丹           |
| 116 （页面存档备份，存于） | 04月16日 | 講金定講心？               | 簡亦丹、吳樂仁                 |
| 117 （页面存档备份，存于） | 04月17日 | 愛到你發狂                 | 孫寧安、高青雲、程逸風         |
| 118 （页面存档备份，存于） | 04月18日 | 一人有一個夢想             | 江志成、林菁華、林思怡         |
| 119 （页面存档备份，存于） | 04月19日 | 絕處逢生                   | 江志成、林菁華、林思怡         |
| 120 （页面存档备份，存于） | 04月20日 | 半斤未必得八両             | 孫鳳奇                         |
| 121 （页面存档备份，存于） | 04月23日 | 以訛傳情                   | 商雙、蔡德克                   |
| 122 （页面存档备份，存于） | 04月24日 | 搏同情•求愛情              | 孫寧安、高青雲、程逸風         |
| 123 （页面存档备份，存于） | 04月25日 | Yes,I do.為你改變          | 高青雲、孫寧安、蔡德克、商雙   |
| 124 （页面存档备份，存于） | 04月26日 | 勉強無幸福                 | 商雙、蔡德克                   |
| 125 （页面存档备份，存于） | 04月27日 | 我爸爸係最威               | 孫洋、孫家安                   |
| 126 （页面存档备份，存于） | 04月30日 | 有誰沒出軌                 | 林菁華、孫家安                 |
| 127 （页面存档备份，存于） | 05月1日  | 婚姻中不能承受的痛         | 李佳芳、孫鳳奇                 |
| 128 （页面存档备份，存于） | 05月2日  | 心計與身世                 | 林菁華、孫家安                 |
| 129 （页面存档备份，存于） | 05月3日  | 我忍你                     | 林菁華、簡亦寶                 |
| 130 （页面存档备份，存于） | 05月4日  | 為愛打拼                   | 簡亦寶、林菁華                 |
| 131 （页面存档备份，存于） | 05月7日  | 變反常，人生怕無常         | 吳樂仁、簡亦丹                 |
| 132 （页面存档备份，存于） | 05月8日  | 有口難言                   | 李佳芳、林菁華                 |
| 133 （页面存档备份，存于） | 05月9日  | 唔怕私生最怕花心           | 孫家安、林思怡、林菁華         |
| 134 （页面存档备份，存于） | 05月10日 | 愛你變成騙你               | 吳樂仁、簡亦丹、簡亦寶         |
| 135 （页面存档备份，存于） | 05月11日 | 霸佔與放手                 | 孫家安、簡亦寶、簡亦丹、吳樂仁 |
| 136 （页面存档备份，存于） | 05月11日 | 鬼信你.愛人                | 孫家安、簡亦寶、簡亦丹、吳樂仁 |
| 137 （页面存档备份，存于） | 05月13日 | 快樂是一種選擇             | 全劇演員                       |
| 138 （页面存档备份，存于） | 05月13日 | 死神來了                   | 全劇演員                       |
| 139 （页面存档备份，存于） | 05月13日 | 結婚大團圓                 | 全劇演員                       |

## 收視
以下為本劇於香港無綫電視翡翠台、高清翡翠台之收視紀錄：
| 週次 | 集數    | 日期                    | 平均收視 | 最高收視 | 百分比 |
| 01   | 001-005 | 2011年10月31日-11月4日  | 25點     | 30點     |        |
| 02   | 006-010 | 2011年11月7日-11月11日  | 24點     |          |        |
| 03   | 011-015 | 2011年11月14日-11月18日 | 23點     |          |        |
| 04   | 016-020 | 2011年11月21日-11月25日 | 24點     |          |        |
| 05   | 021-025 | 2011年11月28日-12月2日  | 26點     |          |        |
| 06   | 026-029 | 2011年12月6日-12月9日   | 25點     |          |        |
| 07   | 030-034 | 2011年12月12日-12月16日 | 24點     |          |        |
| 08   | 035-039 | 2011年12月19日-12月23日 | 25點     |          |        |
| 09   | 040-044 | 2011年12月26日-12月30日 | 26點     |          |        |
| 10   | 045-049 | 2012年1月2日-1月6日     | 28點     | 32點     |        |
| 11   | 050-054 | 2012年1月9日-1月13日    | 25點     |          |        |
| 12   | 055-059 | 2012年1月16日-1月20日   | 24點     |          |        |
| 13   | 060-062 | 2012年1月25日-1月27日   | 24點     |          |        |
| 14   | 063-067 | 2012年1月30日-2月3日    | 27點     |          |        |
| 15   | 068-072 | 2012年2月6日-2月10日    | 26點     |          |        |
| 16   | 073-077 | 2012年2月13日-2月17日   | 25點     |          |        |
| 17   | 078-082 | 2012年2月20日-2月24日   | 26點     |          |        |
| 18   | 083-087 | 2012年2月27日-3月2日    | 26點     |          |        |
| 19   | 088-092 | 2012年3月5日-3月9日     | 25點     |          |        |
| 20   | 093-096 | 2012年3月12日-3月15日   | 26點     |          |        |
| 21   | 097-100 | 2012年3月20日-3月23日   | 25點     |          |        |
| 22   | 101-105 | 2012年3月26日-3月30日   | 25點     | 29點     |        |
| 23   | 106-110 | 2012年4月2日-4月6日     | 24點     |          |        |
| 24   | 111-115 | 2012年4月9日-4月13日    | 26點     |          |        |
| 25   | 116-120 | 2012年4月16日-4月20日   | 26點     |          |        |
| 26   | 121-125 | 2012年4月23日-4月27日   | 26點     |          |        |
| 27   | 126-130 | 2012年4月30日-5月4日    | 27點     | 29點     |        |
| 28   | 131-136 | 2012年5月7日-5月11日    | 27點     |          |        |
| 28   | 137-139 | 2012年5月13日           | 32點     |          |        |

## 記事
- 此劇是張兆輝相隔九年再度回歸無線電視的首部電視劇。
- 此劇是林夏薇首部在無綫電視演出的電視劇。
- 2011年9月14日：此劇於12:30在將軍澳電視廣播城一廠灰位舉行試造型記者會。
- 2011年9月30日：此劇於12:30在將軍澳電視廣播城十一廠舉行開鏡拜神儀式。
- 2011年12月5日：由於播映《東張西望 萬千星輝頒獎典禮最強列陣》，本劇暫停播映。
- 2011年12月22日：此劇於12:30在將軍澳新都城中心二期L1天幕大堂舉行《結‧分@慌情式》之「全城熱戀迎聖誕」活動。
- 2012年1月5日：此劇於12:30在將軍澳電視廣播城舉行《結‧分@謊情式》 之 「共慶歡樂年年」活動。
- 2012年1月20日：此劇於12:30在將軍澳電視廣播城舉行《結‧分@謊情式》 之 團年歡聚活動。
- 2012年1月23日（年初一）：由於播映《2012國泰航空新春國際匯演之夜》，本劇暫停播映。
- 2012年1月24日（年初二）：由於播映《龍珠獻瑞煙花匯演》，本劇暫停播映。
- 2012年1月29日：演員沈震軒、梁靖琪、張致恆正式加入《結•分@謊情式》劇組，並開始拍攝工作。
- 2012年2月8日：電視劇監製關永忠決定為本劇加拍19集（由原定的120集添至139集）。
- 2012年2月11日：演員林夏薇、沈震軒為本劇拍攝一場騎馬戲。
- 2012年3月10日：此劇於12:00在將軍澳東港城一樓展覽場舉行《結‧分@謊情式》 之 「白色情人節‧盛女向前衝」活動。
- 2012年3月16日：由於播映《2012行政長官選舉辯論》，本劇暫停播映。
- 2012年3月19日：由於播映《2012年行政長官候選人答問大會》，本劇暫停播映。
- 2012年4月16日：此劇開始加入TVB Fun環節，最後更容許觀眾投票選出結局。
- 2012年5月11日：此劇於晚上20:00至21:00播映一小時加長版。
- 2012年5月13日：此劇於晚上21:00至22:30播映加長版大結局。
- 2012年5月14日：此劇於《東張西望》內播出另一個結局。

## 相關
- 造型報導：大公報[永久]

## 電視節目的變遷
| 無綫電視翡翠台、高清翡翠台 星期一至五 20:00－20:30 時段 5月11日 20:00－21:00 5月13日 21:00－22:30 | 無綫電視翡翠台、高清翡翠台 星期一至五 20:00－20:30 時段 5月11日 20:00－21:00 5月13日 21:00－22:30 | 無綫電視翡翠台、高清翡翠台 星期一至五 20:00－20:30 時段 5月11日 20:00－21:00 5月13日 21:00－22:30 |
| ------------------------------------------------------------------------------------------------- | ------------------------------------------------------------------------------------------------- | ------------------------------------------------------------------------------------------------- |
|                                                                                                   | 結·分@謊情式 （2011.10.31－2012.05.13）                                                           |                                                                                                   |
| 誰家灶頭無煙火 （2011.03.21－2011.10.30）                                                         | 愛·回家 (第一輯)（第1－804集） （2012.05.14－2015.07.03）                                         |                                                                                                   |

| Astro华丽台、Astro至尊HD同步首播 星期一至五 21:00-21:30 時段 | Astro华丽台、Astro至尊HD同步首播 星期一至五 21:00-21:30 時段 | Astro华丽台、Astro至尊HD同步首播 星期一至五 21:00-21:30 時段 |
| ------------------------------------------------------------ | ------------------------------------------------------------ | ------------------------------------------------------------ |
|                                                              | 結·分@謊情式 （2012.06.04－2012.12.24）                      |                                                              |
| 誰家灶頭無煙火 （2011.10.24 - 2012.06.01）                   | 愛·回家 (第一輯)（第1－804集） （2012.12.25 - 2016.02.11）   |                                                              |

| 星和娱家戏剧台 劇集首映 星期一至五 22:00-22:30 時段 | 星和娱家戏剧台 劇集首映 星期一至五 22:00-22:30 時段        | 星和娱家戏剧台 劇集首映 星期一至五 22:00-22:30 時段 |
| --------------------------------------------------- | ---------------------------------------------------------- | --------------------------------------------------- |
|                                                     | 結·分@謊情式 （2012.10.15 - 2013.04.25） NC16 成人题材     |                                                     |
| 誰家灶頭無煙火 （2012.03.05 - 2012.10.12）          | 愛·回家 (第一輯)（第1－804集） （2013.04.26 - 2016.05.25） |                                                     |

| 香港 無綫電視高清翡翠台 星期一至五 08:30-09:00及18:30-19:00 （其他重播時段請參見這裡） | 香港 無綫電視高清翡翠台 星期一至五 08:30-09:00及18:30-19:00 （其他重播時段請參見這裡） | 香港 無綫電視高清翡翠台 星期一至五 08:30-09:00及18:30-19:00 （其他重播時段請參見這裡） |
| -------------------------------------------------------------------------------------- | -------------------------------------------------------------------------------------- | -------------------------------------------------------------------------------------- |
|                                                                                        | 結·分@謊情式 （2014.02.24 - 2014.09.04）                                               |                                                                                        |
| 依家有喜 （2013.10.17 - 2014.02.05）                                                   | 還珠格格之燕兒翩翩飛 （2014.09.05 - 2014.11.27）                                       |                                                                                        |

| 香港 無綫電視翡翠台 下午劇集時段 星期一至五 14:45-15:45/15:50（每次播映兩集） 12月1日 14:45-15:20（只播映一集） | 香港 無綫電視翡翠台 下午劇集時段 星期一至五 14:45-15:45/15:50（每次播映兩集） 12月1日 14:45-15:20（只播映一集） | 香港 無綫電視翡翠台 下午劇集時段 星期一至五 14:45-15:45/15:50（每次播映兩集） 12月1日 14:45-15:20（只播映一集） |
| --- | --- | --- |
| | 結·分@謊情式 （2015.08.26 - 2015.12.01）                                                                        | |
| 誰家灶頭無煙火 （2015.05.05 - 2015.08.25）                                                                      | 天天天晴 （2015.12.02 - 2016.02.29）                                                                            | |

| 香港 無綫電視翡翠台 星期一至六（星期日至五深夜）01:00-01:30 | 香港 無綫電視翡翠台 星期一至六（星期日至五深夜）01:00-01:30 | 香港 無綫電視翡翠台 星期一至六（星期日至五深夜）01:00-01:30 |
| ----------------------------------------------------------- | ----------------------------------------------------------- | ----------------------------------------------------------- |
|                                                             | 結·分@謊情式 （2022年9月2日－2023年2月10日）                |                                                             |
| 畢打自己人 （2021年10月8日－2022年9月1日）                  | 停止劇集時段                                                |                                                             |